# Усть-Ижора
Усть-Ижо́ра — посёлок в России, внутригородское муниципальное образование в Колпинском районе города федерального значения Санкт-Петербурга. В данном муниципальном образовании располагается железнодорожная станция Ижоры.

## Географическое положение
Посёлок расположен при впадении реки Ижоры в Неву, на левом берегу Невы. Граничит по суше с муниципальными округами Понтонный, Металлострой и Рыбацкое. По Неве проходит межрегиональная граница города федерального значения Санкт-Петербург и Ленинградской области.

## История
Здесь 15 июля 1240 года новгородский князь Александр Ярославич одержал победу над шведскими войсками, за что получил прозвище Невский.
Деревня Усть-Ижора впервые упоминается в Писцовой книге Водской пятины 1500 года.
Затем как «Ustje Izerskoe» в шведских Писцовых книгах Ингрии 1640 года и как «Ingris Amunis» на шведской карте Дальберга 1681 года.
Позднее на шведских картах её именовали «Ingris Omune» и просто «Ingris».
В 1711 году в Усть-Ижоре была заложена деревянная церковь во имя святого благоверного князя Александра Невского по именному указу Петра I в память о том, что «…на сем месте, при устье реки Ижоры святой Александр Ярославович, великий князь российский, одержал над шведами победу». Последняя перестройка церкви производилась в 1871—1875 годах на добровольные пожертвования крестьян Усть-Ижорского села. Автором её был известный мастер в области церковной архитектуры М. А. Щурупов.

УСТЬ-ИЖОРЫ — селение принадлежит ведомству Правления Александровской мануфактуры, число жителей по ревизии: 482 м п., 542 ж. п. 

При нём: а) Церковь во имя Александра Невского. б) Кирпичные заводы — 15. (1838 год)

Из пятнадцати усть-ижорских кирпичных заводов, восемь принадлежали купцам, а семь местным крестьянам.

УСТЬ-ИЖОРА — село императорской Александровской мануфактуры по Архангелогородскому тракту, число дворов — 165, число душ — 630. (1856 год)

УСТЬ-ИЖОРА — село ведомственное Александровской мануфактуры на берегу реки Невы при впадении реки Ижоры, число дворов — 196, число жителей: 648 м п., 721 ж. п.; Церковь православная. Ижорское волостное правление. Почтовая станция. Заводов кирпичных 15. Две пароходные пристани: Северного общества и купца Тайвани. Лесная биржа. (1862 год)

Сборник Центрального статистического комитета описывал село так:

УСТЬ-ИЖОРА — село бывшее государственное при реках Неве и Ижоре, дворов — 214, жителей — 1436; волостное правление (до уездного города 22 версты), церковь православная, часовня, школа, почтовая станция, лавка, сапожная мастерская, 2 постоялых двора, 6 трактиров. (1885 год)

Согласно данным первой переписи населения Российской империи:

УСТЬ-ИЖОРА — село, православных — 2865, мужчин — 1576, женщин — 1407, обоего пола — 2983. (1897 год)

В конце XIX — начале XX века село административно относилась ко 2-му стану Санкт-Петербургского уезда Санкт-Петербургской губернии.
С 1917 по 1922 год существовала Усть-Ижорская волость Петроградского уезда, территория которой затем вошла в состав Луначарской волости.
В 1925 году Усть-Ижора была административным центром Октябрьской волости Ленинградского уезда, с населением 20 953 человека, 27 сельсоветами и 64 деревнями.
Указом Президиума Верховного Совета РСФСР от 24 июля 1952 года рабочие посёлки Понтонный и Усть-Ижора были переданы в подчинение Колпинскому районному совету Ленинграда.

## Демография
| 1838  | 1862    | 1885  | 1897  | 1939    | 1942  | 1945  |
| ----- | ------- | ----- | ----- | ------- | ----- | ----- |
| 1024  | ↗1369   | ↗1436 | ↗2983 | ↗14 017 | ↘2447 | ↗3520 |
| 1949  | 1959    | 1970  | 1979  | 1989    | 2002  | 2010  |
| ↗8346 | ↗19 737 | ↘4399 | ↘2592 | ↘1378   | ↘1152 | ↗1354 |
| 2012  | 2013    | 2014  | 2015  | 2016    | 2017  | 2018  |
| ↗1488 | ↗1549   | ↗1595 | ↗2138 | ↘2125   | ↗2167 | ↘1834 |
| 2019  | 2020    | 2021  | 2023  | 2025    |       |       |
| ↗1926 | ↗1982   | ↗2568 | ↗2626 | ↘2617   |       |       |

## Достопримечательности
Церковь Св. Благоверного Князя Александра Невского
Сведения о церквях на этом месте говорят о нескольких деревянных сооружениях и последующем каменном, построенном в 1799 г. При советской власти храм закрывался, а во время Великой Отечественной войны была взорвана колокольня. С 1987 года по инициативе энтузиастов НИИЭФА им. Д. В. Ефремова началось восстановление церкви Александра Невского. 15 июля 1990 года, в 750-летнюю годовщину Невской битвы, восстановленная церковь была передана Русской православной церкви; освящена 12 сентября 1995 года.
Музей-диорама «Александр Невский и Ижорская Земля»

Был открыт 26 января 2009 года. Его историко-мемориальная зона включает земляную крепость-фортецию XVIII века и выставочную экспозицию, посвящённую Невской битве. Главным экспонатом является диорама битвы в реальную величину, созданная художником И. С. Жебровским. Полотно является единственным в мире изображением сражения в историческом ландшафте.
Памятник-часовня на месте Невской битвы

На церковном кладбище у церкви Александра Невского в 2002 году возведена скульптурная композиция «Памятник-часовня на месте Божий помощи в день Невской битвы».
Памятники Александру Невскому и Петру Великому

Рядом с церковью установлены памятники великим русским полководцам — Александру Невскому и Петру Великому.
Памятник Петру был изготовлен по модели скульптора А. В. Дегтярёва и торжественно открыт 30 мая 2002 года.
Обелиск в память о народном ополчении крестьян Усть-Ижоры

Памятник — обелиск с благодарственным письмом Екатерины II крестьянам Усть-Ижоры за участие в русско-шведской войне 1788—1790 гг. Второй подобный обелиск был установлен в Рыбацком (на Рыбацком проспекте). Памятники были установлены в 1789 году, автором считается архитектор Антонио Ринальди.
Церковь Владимира Равноапостольного

На Усть-Ижорском кладбище находится небольшая церковь Владимира Равноапостольного.
Воинское кладбище

Братское кладбище советских воинов, погибших в Великую Отечественную войну (22-й км шоссе Санкт-Петербург-Шлиссельбург)
  Объект культурного наследия № 7800525000
Ежегодные реконструкции Невской битвы

Устраиваются с 1992 года, привлекая многочисленных[уточнить] зрителей.

## Фото
- Обелиск народному ополчению Усть-Ижоры
- Памятный знак «Часовня на месте Божьей помощи в день Невской битвы» с погрудным скульптурным портретом Александра Невского
- Памятник Александру Невскому